# 滿鐵調查部
滿鐵調查部（日语：／），是1907年於南满鐵道内成立的研究机构。因满铁的机构调整，各时期有不同稱呼，如“調查部”、“調查科”、“調查局”等。
1906年，南满铁道成立，後藤新平出任社长。次年，成立滿鐵調查部。最初，為了滿鐵經營，展開对中國东北的政治、经济、地形等的基础调查研究。隨著日本入侵中國，滿鐵調查部也展開对中国的全面研究。
另一方面，由于需要大量研究人员，开始吸引许多在日本失去活动场所的自由主义者和马克思主义者。最终，兩者的活动引起军部忌憚，導致两次镇压。
滿鐵調查部，咸認为当时日本最好的智库。即使日本战败後，滿鐵調查部隨满洲国消滅而解散后，滿鐵調查部出身的调查员仍在日本各界活躍，如流行歌手东海林太郎。

## 歷史
「調查部」的名称因满铁内部复杂的组织重组而不断变化。此外，一些不属于「调查部」满铁内部调查机构，常會视为广义「调查部」的一部分，如「东亚经济调查局」和「经济调查会」等。

### 初期
满铁调查部，是在初代满铁总裁后藤新平的满洲经营构想"文装的武备"（日语：文装的武備）下设立的。文裝的武備，即"透過文事设施，准备其他的侵略行動；在紧急情况下，為武断行动提供協助"。满铁的调查活动是，與滿鐵的铁路经营、产业发展、附属地行政，並列為四大業務。满铁初期的调查机构，除调查部外，还有"东亚经济调查局"、满洲及朝鲜历史地理调查部、中央试验所（最初，1907年，在关东都督府辖下成立，后移交满铁）和地质研究所（最初，1907年，在满铁矿业部地质课內设立，后独立）等。

### 俄国革命的影响
1917年，俄国十月革命爆发，是日本扩张势力至俄罗斯远东地区及邻近的满蒙地区的绝佳机会。因此，在满铁调查部内，以调查课俄罗斯科主任宫崎正义等人积极进行俄罗斯和满蒙地区的研究。由此，满铁调查部逐渐被视为"俄罗斯研究的圣地"。1910年代末期，许多帝国大学毕业生纷纷加入调查部。1920年代初，曾是"东京帝国大学"新人会的核心活动家的佐野学加入调查部。受到佐野的影响，伊藤武雄等人也入部。此外，創立右翼团体行地社的大川周明、笠木良明等人加入過调查部。

### 经济调查会
随着1932年满洲国的成立，满铁在关东军要求下，参与制定满洲国的经济政策。為此任務，成立了经济调查会（经调）。经调，以委员长（满铁理事）十河信二主導，宫崎正义和佐佐木义武等人也加入。调查，不仅是调查机构，还是"关东军的手脚"，参与制定政策。因经调發跡，滿鐵事件遭到肅清的新人大上末广，在1933年，参与了《满洲经济年报》的编辑工作，主张通过合作社政策拯救农村，提出了"满洲產業開發永續计划"。经调成员形成「经调派」或「年报派」。在满洲国的政策告一段落后，经调逐渐将重心转向華北调查工作，以協助日军的华北分离工作。最终，1936年，經濟調查會改组为产业部，随后改名为调查部。经调成员，在戰後多前往企畫院等机构，影響战后日本的經濟政策。

### "大调查部"成立
1937年满铁的重组，社内的调查业务占比大幅增加。基于松冈洋右的构想，1939年，"东亚经济调查局"、北支事务所、上海事务所调查课、中央试验所、满蒙资源馆、大连图书馆等机构被整合至调查部，形成了所谓的"大调查部"。在大調查部体制下，具有充沛的人力資源，實施一系列综合性调查，如"中國抗战力调查"等。许多思想犯，即前左翼运动者大量加入，成为即战力，如石堂清倫。這些前左翼多分配到调查部资料課，形成"外来派"。外來派，以综合科为中心，在对中战争及满洲社会变革等问题上，與经调派間展開激烈的衝突。大上末广在《满洲经济年报》上，以日本馬克思主義講座派方法，發表了篇分析满洲的论文，受到了鈴木小兵衛的批评，或可視作"满洲经济论争"的开端。論爭成為滿鐵受到馬克思主義方法論滲透的標誌，形成了所謂的「滿鐵馬克思主義」（日语：満鉄マルクス主義）。

### 解散
1942年至1943年间，第二次满铁调查部事件中，諸多成員遭到关东憲兵队逮捕，导致调查部功能几乎丧失。1943年5月，第二次逮捕发生後，改組為调查局，调查部活动大幅减少，在敗戰前便名存實亡。

### 終戰
战后，調查部成员仍活跃在各界，特別是政界的左右兩派。1946年，由前成员组成九州经济調查協会 。 1958年，經濟產業省轄下成立的亞洲經濟研究所，深受滿鐵調查部方法影響。

## 評價
战后初期，前调查部成员的回忆录便已出版。然而，1960年12月，儿玉大藏以小林翔一為笔名，在《中央公论》上發表的《秘錄滿鐵調查部》始為成熟的調查部理論。該文中指出，调查部具有自由主义和殖民主义的雙重性格，与军部合作存在内部矛盾。該著形成了滿鐵調查部的一般形象。
1964年，原屬经济調查会的伊藤武雄出版了《生在滿鐵》（満鉄に生きて），主張調查部為左翼知識人的自由天堂，形成了“調查部神话”。另一方面，資料課的石堂清倫和野野村一雄則反对此種調查部神话，批評「滿鐵馬克思主義」的实際作用。

## 年表
- 1907年，在大连本部设立調查部。
- 1908年，調查部更名为調查科。
- 1908年，滿鐵东京分部设立东亚经济調查局、满洲朝鲜历史地理調查部。
- 1910年，中央試驗所移交满铁。成立地质研究所。
- 1918年，大连图书馆成立。
- 1919年，地质研究所更名为地质调查所。
- 1927年，臨時经济調查委员会成立。
- 1930年，臨時经济調查委员会解散。
- 1932年，新设立经济調查會。調查課更名为資料課。
- 1936年，经济調查會解散，資料課等部门合并成產业部。
- 1938年，產业部更名为調查部。
- 1939年，調查部、东亚经济研究局、中央試驗所、大连图书馆等合并成“大調查部”。
- 1943年，調查部改组为調查局，并迁往新京。

### 相關人物
- 后藤新平
- 白鳥庫吉
- 梅本正倫（喜剧演员渡部建的外祖父）
- 佐野学
- 大川周明
- 甘粕正彥
- 井筒俊彦
- 东海林太郎
- 十河信二
- 松冈洋右
- 石堂清倫（日语：石堂清倫）
- 具島兼三郎
- 中西功
- 前嶋信次
- 布村一夫
- 尾崎秀實
- 野野村一雄
- 北条秀一
- 岸信介
- 美浓部洋次
- 椎名悦三郎
- 宫崎正義
- 山口慎一

### 相關事件
- 彼尔德伯格会议
- 西伯利亚干涉
- 诺门罕事件
- 满洲人脈
- 日本特務機關
- 区域研究
- 地缘政治

### 註腳
1. ↑  菊池清麿. . 北方新社. 2006. ISBN 4892971014.
2. 1 2  山室信一. . 人文學報. 2004-12, 91: 227–249. doi:10.14989/48648. 後藤に拠れば「文装的武備とは,一寸言ってみると文事的施設を以て他の侵略に備へ、一旦緩急あれば武断的行動を助くる事を併せて講じ置く事」
3. ↑  長岡新吉｢満州国｣臨時産業調査局の農村実態調査について」經濟學研究
4. ↑  . ニュースイッチ by 日刊工業新聞社.   [2023-08-17]. （原始内容存档于2023-04-07） （日语）.

### 文獻
- 中国農村慣行調査刊行会 編『中国農村慣行調査』（全6巻） 岩波書店、1952年～1958年
- 石堂清倫『支那抗戦力調査』 三一書房、1970年
- 草柳大蔵『実録 満鉄調査部』（上下） 朝日文庫、1983年、ISBN 4022602465．ISBN 4022602473
- 原覚天『現代アジア研究成立史論─満鉄調査部・東亜研究所・IPRの研究』 勁草書房、1984年
- 原覚天『満鉄調査部とアジア』 世界書院、1986年
- 石堂清倫 他『十五年戦争と満鉄調査部』 原書房、1986年、ISBN 4562018267
- 杉田 望『満鉄中央試験所』 徳間文庫、1995年、ISBN 4198903638
- 井村哲郎 編『満鉄調査部――関係者の証言』 アジア経済研究所、1996年、ISBN 4258040029
- 田中明 編『近代日中関係史再考』 日本経済評論社、2002年、ISBN 4818814067
- 小林英夫・福井紳一『満鉄調査部事件の真相 新発見史料が語る「知の集団」の見果てぬ夢』 小学館、2004年、ISBN 4096260762
- 加藤一夫 ほか『日本の植民地図書館 アジアにおける日本近代図書館史』 社会評論社、2005年、ISBN 4784505598

- 小林英夫『満鉄 「知の集団」の誕生と死』 吉川弘文館、1996年、ISBN 4642074945
- 小林英夫『満鉄調査部の軌跡――1907-1945』藤原書店、2006年　ISBN 4894345447
- 小林英夫『満鉄調査部 「元祖シンクタンク」の誕生と崩壊』 平凡社新書、2005年、ISBN 4582852890
- 小林英夫『満州と自民党』 新潮新書、2005年、ISBN 4106101424